# Prowincja Buri Ram
Buri Ram (taj. บุรีรัมย์) – jedna z prowincji (changwat) Tajlandii. Sąsiaduje z prowincjami Sa Kaeo, Nakhon Ratchasima, Khon Kaen, Maha Sarakham i Surin oraz z kambodżańską prowincją Otdar Mean Cheay.
Nazwa Buri Ram w języku tajskim oznacza miasto szczęścia.